# Нитрит кальция
Нитрит кальция — неорганическое соединение,
соль кальция и азотистой кислоты с формулой Ca(NO2)2,
бесцветные кристаллы,
растворяется в воде,
образует кристаллогидраты. Умеренно-токсичен. Относится к III классу опасности.

## Получение
- Разложение нитрата кальция:

{\displaystyle {\mathsf {Ca(NO_{3})_{2}\ {\xrightarrow {450-500^{o}C}}\ Ca(NO_{2})_{2}+O_{2}\uparrow }}}
- Пропускание диоксида азота через суспензию гидроксида кальция:

{\displaystyle {\mathsf {2Ca(OH)_{2}+4NO_{2}\ {\xrightarrow {}}\ Ca(NO_{2})_{2}+Ca(NO_{3})_{2}+2H_{2}O}}}

## Физические свойства
Нитрит кальция образует бесцветные (или слегка желтоватые) кристаллы.
Хорошо растворяется в воде,
слабо растворяется в этаноле
.
Образует кристаллогидраты состава Ca(NO2)2•n H2O, где n = 1 и 4.